# Kapfenberg
Kapfenberg osztrák város Stájerország Bruck-mürzzuschlagi járásában. Lakossága 2016. január 1-én 23 059 fő volt.

## Elhelyezkedése

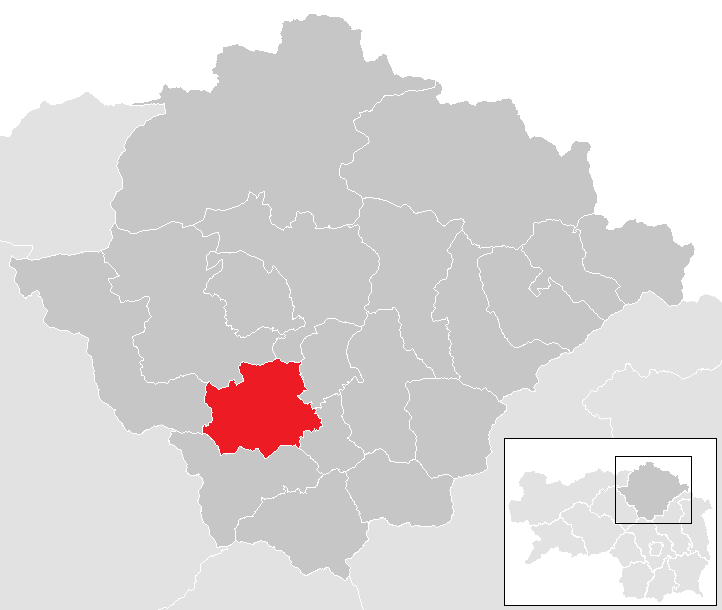
Kapfenberg a Bruck-mürzzuschlagi járásban

Kapfenberg Stájerország északi részén helyezkedik el, 43 km-re északra Graztól, a Mürz folyó völgyében, a Mürztali- és a Fischbachi-Alpok között. Területének legmagasabb pontja, a Floning hegy 1583 méterrel van a tengerszint fölött. Területe 15 katasztrális községre oszlik: Arndorf, Deuchendorf, Diemlach, Einöd, Göritz, Hafendorf, Pötschach, Kapfenberg, Krottendorf, Parschlug, Pötschen, Schörgendorf, St. Martin, Stegg, Winkl.
Északról Turnau, keletről Sankt Lorenzen im Mürztal, délkeletről Sankt Marein im Mürztal, délről Bruck an der Mur, nyugatról Sankt Katharein an der Laming, északnyugatról Thörl településekkel határos.    

## Története

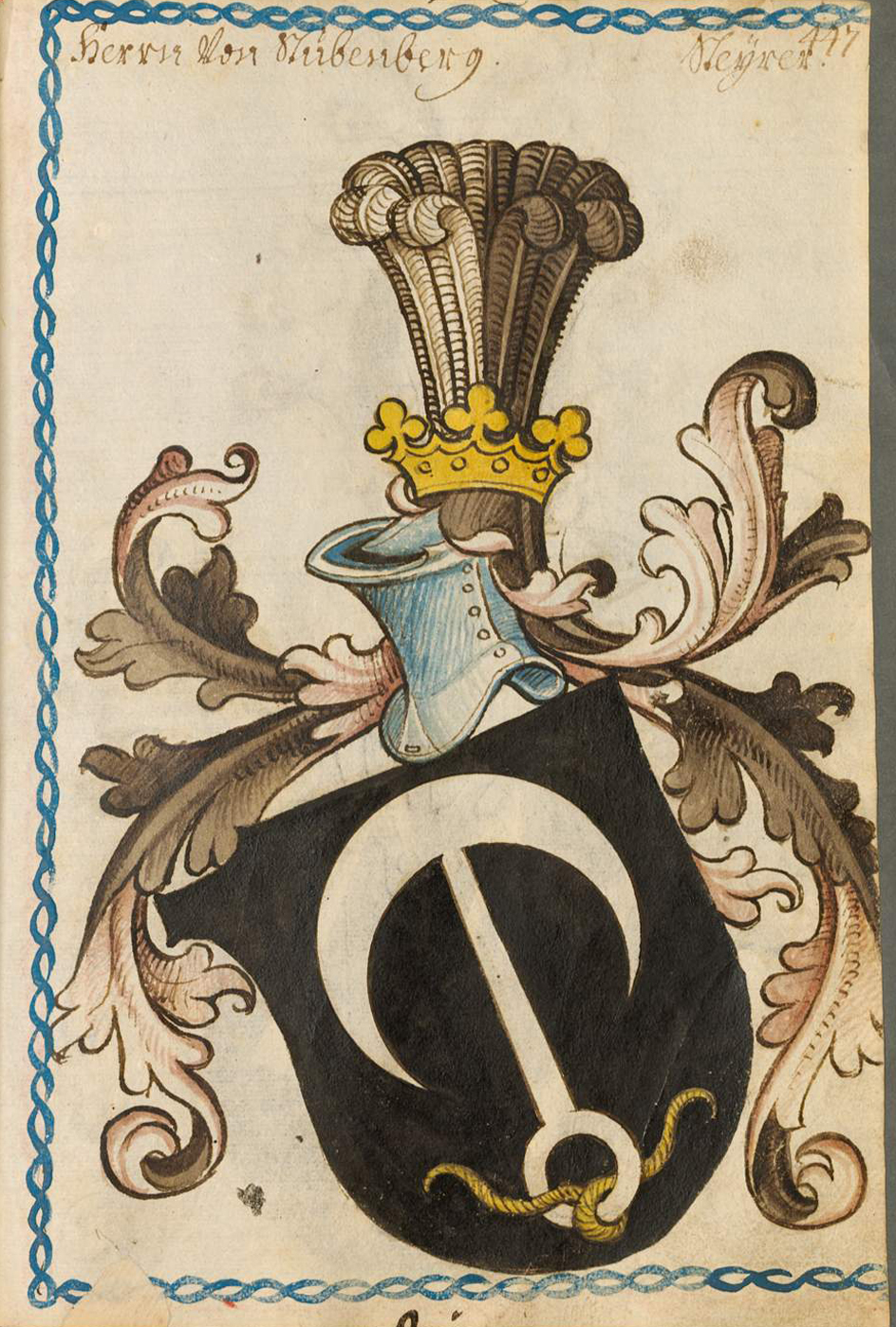
A Stubenbergek címere

A 8. század közepén a Bajor Hercegség elfoglalta a régióban élő szláv karantánok államát és a helyi szláv népesség mellé egyre növekvő mértékben bajorok települtek be. A század végén Bajorországot bekebelezte a Frank Birodalom. 890 körül a Kapfenberg (és a mai Kelet-Ausztria) a honfoglaló magyarok fennhatósága alá jutott, de a 955-ös Lech-mezei csata után visszakerült a birodalomhoz. Kapfenberg környékét a Stubenberg-család kapta meg, akik felépítették a völgyben zajló forgalmat ellenőrző Oberkapfenberg várát. A vár nevét írásban először 1173-ban említik (chastrum chaffenberch).
Az erőd köré falu települt. A Mürztalon keresztül vezetett át az Olaszországba tartó kereskedelmi útvonal, melynek megcsapolására a Stubenbergek a 13. században vámszedő helyet építettek. A növekvő település idővel (valamikor 1256 előtt) vásárjogot kapott (nem egészen világos, hogy a királytól, vagy a Stubenbergek maguk adományozták a jogot).
A Babenberg-ház kihalása után II. Ottokár cseh király szerezte meg Ausztriát, aki elfogatta az uralmát ellenző főurakat (köztük Wulfing von Stubenberget) és parancsot adott váraik lerombolására. Oberkapfenberget csak megrongálták és Wulfing 1269 körül a mai formájában helyreállította az épületet. Ottokár halála után a stájer urak Habsburg Rudolfnak esküdtek hűséget.

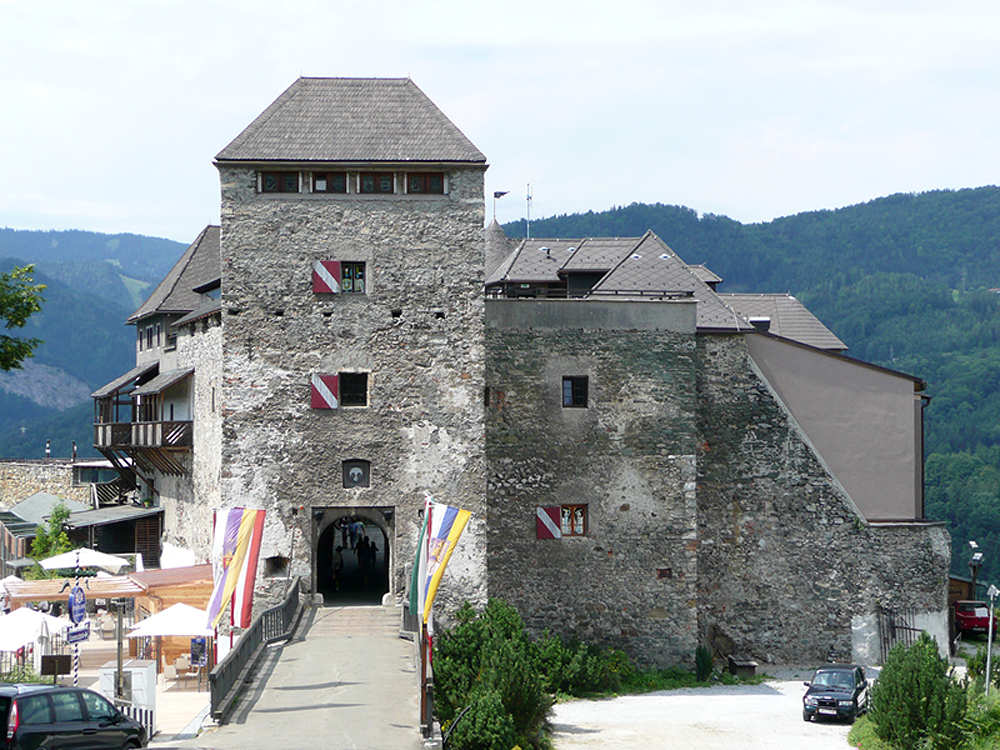
Oberkapfenberg vára

A 15. század második fele nehéz időszakot jelentett a városnak. A török betörések mellett a magyarok is elfoglalták és 1491-ig megszállva tartották Kapfenberget, ezenkívül pestis, sáskajárás és éhínség sújtotta a régiót. 1526-ban a polgárok jogosultak lettek a városi tanács tagjainak és a bíró megválasztására (a bírót addig a hűbérúr jelölte ki).
A 16. század elején a régió lakossága és a Stubenbergek áttértek a protestáns vallásra. Az ellenreformáció megindulása után, a 17. század elején a rekatolizációra nem hajló polgárokat száműzték, Georg von Stubenberg és felesége is Regensburgba költözött; Kapfenberg pedig katolikus rokonainak Georgnak és Wolfnak jutott. A város címerét 1647-ben adományozta III. Ferdinánd, cserébe Wolf von Stubenberg szolgálataiért.  
Az utolsó pestisjárványra 1716-ban került sor. A Stubenbergek 1739-ben átköltöztek az új wiedeni kastélyba, a régi vár pedig egyre romosabbá vált. A város gazdaságát fellendítette a Semmering-hágón átvezető út kibővítésével együtt járó fokozott kereskedelem, valamint a növekvő vasfeldolgozó ipar. 
A napóleoni háborúk idején Felső-Stájerországon rendszeresen átvonult a francia hadsereg (1797, 1799, 1800, 1805 és 1809). Ezenfelül 1814-ben a város 97 házából 61 leégett egy tűzvész során. 1819-ben a vár egy részét lebontották és köveit Bruck an der Mur színházának építéséhez használták fel. A vasút igen korán, 1841-ben elért a városba. A 19. század közepétől növekedésnek indult a vas- és acélipar. 1859-ben itt épült a német nyelvű országok első martinkemencéje. 1891-ben az acélműnek 500 dolgozója volt és évente 4 ezer tonna acélt állított elő. A város lakossága 1869 és 1900 között 3 ezerről 6 ezerre nőtt. 1894-ben a Böhler-testvérek felvásárolták az acélművet és létrejött a Böhler-Werke. Az első világháború során a fegyvergyártás szükségletei miatt az acélmű dolgozóinak létszáma 7500-ra duzzadt, köztük hadifoglyok is voltak. 1918. október 21-én egy vasúti szerencsétlenségben 13 ember meghalt, 106-an pedig megsebesültek. 

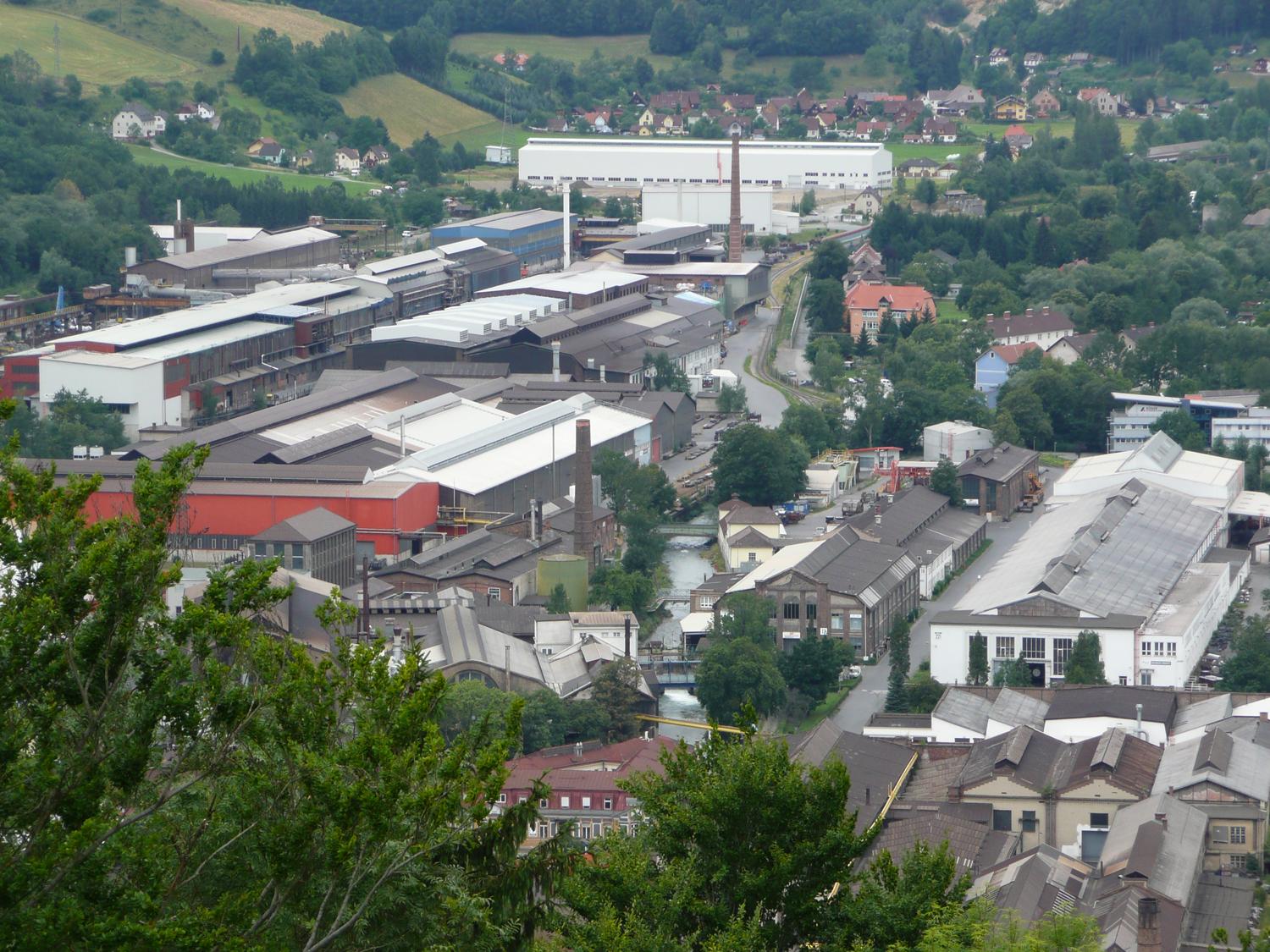
A Böhler-művek ma

Az 1920-as években a szélsőjobb megerősödött a városban. 1929-ben az NSDAP itt tartotta a konferenciáját. Az 1934-es februári felkelés során fegyveres összetűzésre került sor a szociáldemokrata Republikanischer Schutzbund és a nemzetiszocialisták között, amelyben ketten meghaltak, négyen pedig megsebesültek. 
Ausztria német annexiója után a háborús előkészületek jegyében jelentősen kibővítették a kapfenbergi acél- és fegyvergyártást. A munkaerőhiány miatt hadifoglyok is dolgoztak az üzemekben, akik számára Hafendorfban és Winklben tábort építettek. A gyárakat és a vasútállomást a szövetséges légierő több alkalommal bombázta. 
A szovjet hadsereg 1945 május 9-én vonult be, de a város júliusban a brit megszállási zónába került. 1946-ban a bécsi kormány államosította a Böhler-Werkét. 1954-ben elkezdték a vár rekonstrukcióját. 1958 augusztusában a 20. század legsúlyosabb árvize sújtotta a várost. A 70-es évek olaj- és acélválsága miatt az acélmű beolvadt a Vereinigte Edelstahlwerke AG-be (VEW), amely 1988-ban gazdasági nehézségei miatt szétesett és a kapfenbergi üzem a svéd Uddeholm csoporttal egyesülve 1991-ben létrehozta a Böhler-Uddeholm céget.

## Lakosság
2016 januárjában 23 059-en laktak Kapfenbergben. A város lakosságának változása jól követi a Böhler-művek gazdasági sikereit. Az első felfutásra 1890 körül került sor, majd az 1920-as évek válsága idején a népesség csökkenni kezdett. A második világháború előtt és alatt a lakosság 13 369-ről (1934) 23 789-re (1951) növekedett (bár ennek egy része Hafendorf a városhoz csatolása miatt következett be). A háború után ismét stabil növekedés figyelhető meg, egészen 70-es évek elejéig (ekkor érte el a csúcspontot 27 221 lakossal), amikor az ipar válsága miatt a dolgozók máshol kerestek boldogulást. 
A kapfenbergiek 59,6%-a katolikus, 6,4% evangélikus, 3,7% muszlim, 1,7% ortodox keresztény, 25,4% pedig felekezet nélküli.

## Látnivalók
- Oberkapfenberg vára

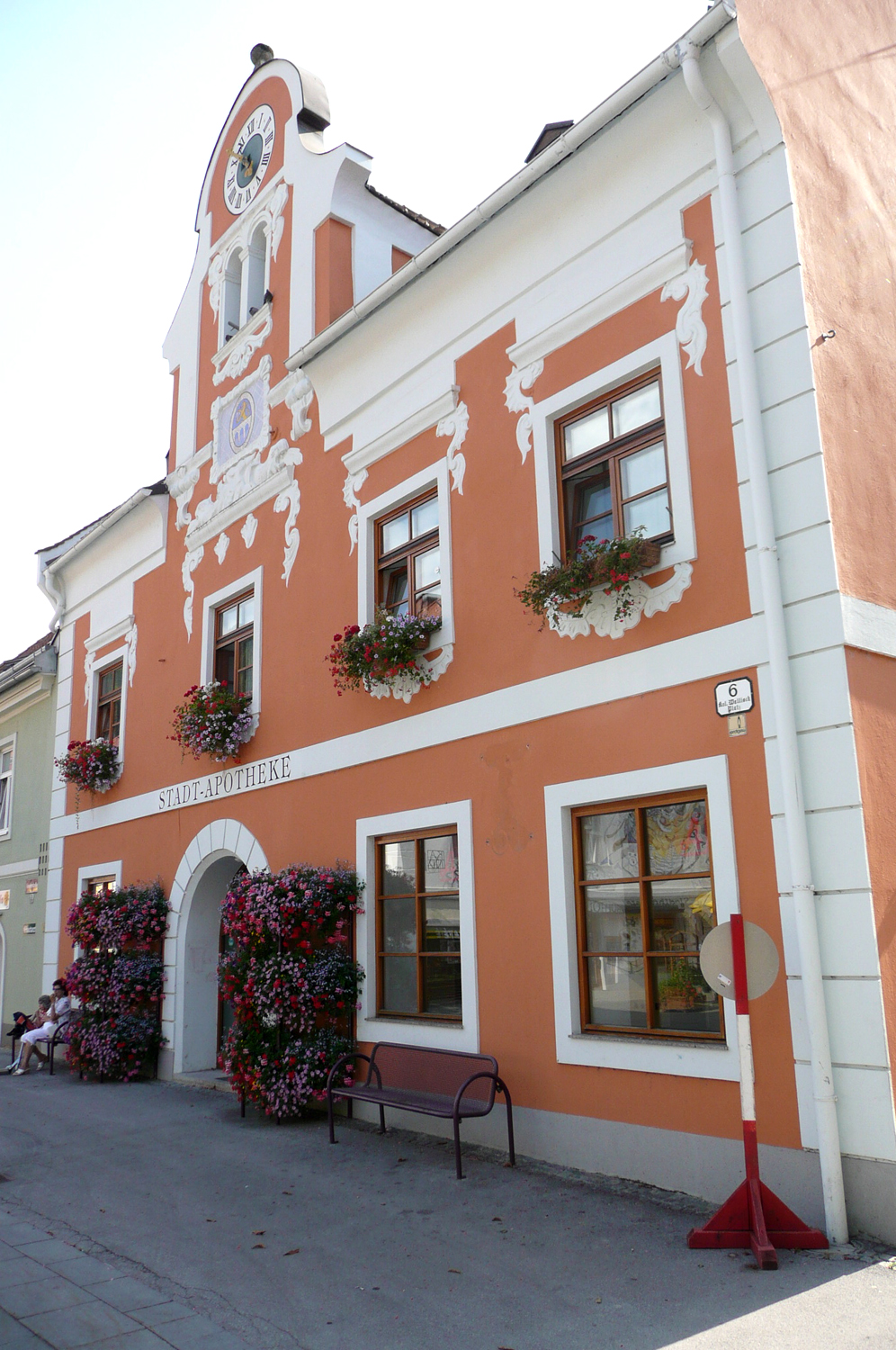
A régi városháza

- a régi városháza (eredetileg 1240-ben épült)
- új városháza
- késő gótikus-barokk Szt. Oswald-plébániatemplom és mellette az 1738-as Mária-oszlop
- a Szt. Márton-templom
- a 17. századi Wieden kastély

A város futballcsapata a Kapfenberger SV, amelynek otthona a Franz-Fekete-Stadion (Franz Fekete polgármester volt 1967 és 1987 között, aki modernizálta a stadiont).

## Híres kapfenbergiek
- Melitta Breznik (1961-) orvos, író
- Peter Pilz (1954-) az Osztrák Zöld Párt politikusa

## Testvérvárosok
- Frechen, Németország

## Fordítás
- Ez a szócikk részben vagy egészben  a   Kapfenberg című német Wikipédia-szócikk ezen változatának fordításán alapul.  Az eredeti cikk szerkesztőit annak laptörténete sorolja fel. Ez a jelzés csupán a megfogalmazás eredetét és a szerzői jogokat jelzi, nem szolgál a cikkben szereplő információk forrásmegjelöléseként.